# Торрі
В двох фрагментах Flateyjarbók, що датуються приблизно 1390 роком, ісландські рукописи, у формі міфу розповідають про Торрі та Гої в Сазі про оркнійців. 

## Міф про Торрі і Гої
Одного конунга звали Форньот; він правив землями, які називалися Фіннланд і Квенланд. У Форньота було три сина. Одного звали Хлер, якого ми звемо Егіром, другого - Логі, третього - Карі. Він був батьком Фрості, батьком Снера Старого. Його сина звали Торрі, у нього було два сини, одного звали Нор, а другого - Гор; дочку його звали Гої. Торрі був великим язичником. Щороку в середині зими він здійснював жертвопринесення, це називалося Торра-блот; звідси пішла назва цього місяця. Взимку в Торраблот сталося так, що Гої зникла, її шукали, але не знайшли. Коли пройшов місяць, Торрі велів приносити жертву, щоб дізнатися, де знаходиться Гої; цей обряд назвали Гої-блот.
Обидва сини Торрі Нор і Гор шукали Гої, поки нарешті не знайшли її неушкодженою у велетня Хрольва-з-Гори на Пустці. Багато що в цій короткій міфологічній історії вказує на те, що цю дію можна назвати священною і пов'язаною з родючістю.

## Культ Гої
Варіант цього міфу можна знайти в ісландському народному епосі, де Торрі і Гої зображені як селянин і господиня разом з дітьми Ейнмадом і Харпою, які є третім і четвертим місяцями в ісландському календарі. На початку місяця Торрі селяни повинні вітати Торрі і запрошувати його до себе на хутір. Насамперед кожен повинен вийти в одній сорочці і з однією ногою в штанах бігати навколо будинку, запрошуючи Торрі увійти. Потім кожен повинен передати звістку про гостя і посадити задоволеного Торрі. Згідно Йоун Аурнассону в ісландських народних переказах цей день ще називається Торраблот.
У дослідженнях шведського фольклору зустрічається ще одне подібне уявлення, що «Лютий є місяцем жінок, тоді вони і повинні правити всім, березень ж, навпаки, вважається чоловічим місяцем». Іноді в селах на святкування зміни місяців збираються люди, щоб славити новий місяць. Становище учасників свята можна позначити як прикордонне, і таким чином святкування між місяцями має форму обряду переходу. Звістка про гостя тлумачиться як те, що ситуація сприймається критично, і часто супроводжується трапезами і великою кількістю питва. Таким чином, цим посилюється захист від шкідливого чаклунства.
Це призводить до відповідного культу жінки на ім'я місяця Гої. У цей місяць усі насамперед запрошують Гої на ферму зі словами: «Будь бажаною гостею, Гої моя, заходь на ферму. Не стій зовні на вітрі весь день!» Коли Гої зміниться наступним місяцем молоді люди будуть славити Ейнмада, а ще через місяць молоді жінки будуть славити Харп.

## Міфологічний мотив
Міф про зникнення Гої і про її племінників, які вирушили на її пошуки, має і народне тлумачення - як оповідь про мандрівку в гори. Це розкриває ситуацію, описану в пролозі Саги про Хервера, як злегка перероблений мотив. У сазі розповідається про короля Альві, правителя Альвгейму, у якого була дочка Альвхільд, прекрасніша за всіх жінок того часу. У ніч перед дісаблотом, коли вона в повній самотності окроплює вівтар жертовною кров'ю, її викрав велетень Старкад, монстр з вісьмома руками. Гострозорий Тор знайшов Альвхільд, вбив велетня і повернув її додому. Вона все ж була вже вагітна і на велике невдоволення Тора народила сина. Пошуки Альвхільд подібні згаданим в міфі про зникнення Гої.
Історія про Альвхільд відображає інший міфологічний мотив, а саме мотив богині, і зокрема Фрейї, викраденої велетнем. Тоді приходить Тор, щоб захистити Фрейю від велетня своїм молотом. Велетень є не тільки персоніфікацією зими, холодної і чистої, яка може і не піти, але і уособлює неприємні аспекти клімату. Це відображено в таких іменах, як Йокулль, Дріва і Снер. Фрейя і інші богині є носіями аспекту родючості як відмінною характеристикою весняних місяців.

## Торрі і Тор
Ототожнення (або відповідність) Торрі і Тора можливо або неможливо в залежності від зайнятої позиції. З позиції наукового міфології, подібно міфології Сноррі, що використовують метафори в іменах і евгемеризм (боги = люди), таке ототожнення можливо. З позицій селянської обрядовості, Торрі і Тор є незмінно різними божествами.